# Shanieka Ricketts
Shanieka Ricketts, geborene Shanieka Thomas (* 2. Februar 1992 in Morant Bay), ist eine jamaikanische Leichtathletin, die sich auf den Dreisprung spezialisiert hat. Sie wurde im Jahr 2016 NACAC-Meisterin im Dreisprung und nahm 2016 für Jamaika an den Olympischen Sommerspielen teil.

## Karriere
Am 7. Juni 2013 startete sie bei den Meisterschaften der National College Athletic Association in Eugene und gewann den Wettbewerb im Dreisprung mit einer Weite von 14,14 Metern. Ein Jahr später konnte sie ihren NCAA-Titel erfolgreich mit einer Weite von 14,00 Metern verteidigen. Nachdem sie zudem bei den jamaikanischen Leichtathletik-Meisterschaften hinter Kimberly Williams den zweiten Platz im Dreisprung belegt hatte, wurde sie für die Commonwealth Games 2014 in Glasgow nominiert. Dort belegte sie beim Sieg ihrer Landsfrau Kimberly Williams den ungeliebten vierten Platz mit einer Weite von 13,85 Metern. Nachdem sie bei den Panamerikanischen Spiele 2015 in Toronto nur den neunten Platz im Dreisprung belegt hatte, startete sie auch bei den NACAC Championships im costa-ricanischen San José. Mit einer Weite von 14,23 Metern siegte sie vor Ana José Tima und Lynnika Pitts. Zudem durfte sie für Jamaika an den Weltmeisterschaften 2015 in Peking teilnehmen. Nachdem sie mit einer Weite von 14,05 Metern die Qualifikation überstand, belegte sie mit 14,08 Metern den elften und damit vorletzten Platz im Finale. Zu Beginn des Jahres 2016 durfte sie an den Hallenweltmeisterschaften 2016 in Portland teilnehmen und startete am 19. März 2016 im Dreisprung-Wettbewerb, wo sie mit einer Weite von 13,95 Metern den achten Platz belegte. In der Freiluft-Saison konnte sie die Norm für die Olympischen Sommerspiele 2016 erfüllen und wurde auch von der Jamaica Olympic Association für die Olympischen Spiele nominiert. In der Dreisprung-Qualifikation scheiterte sie mit einer Weite von 14,02 Metern.

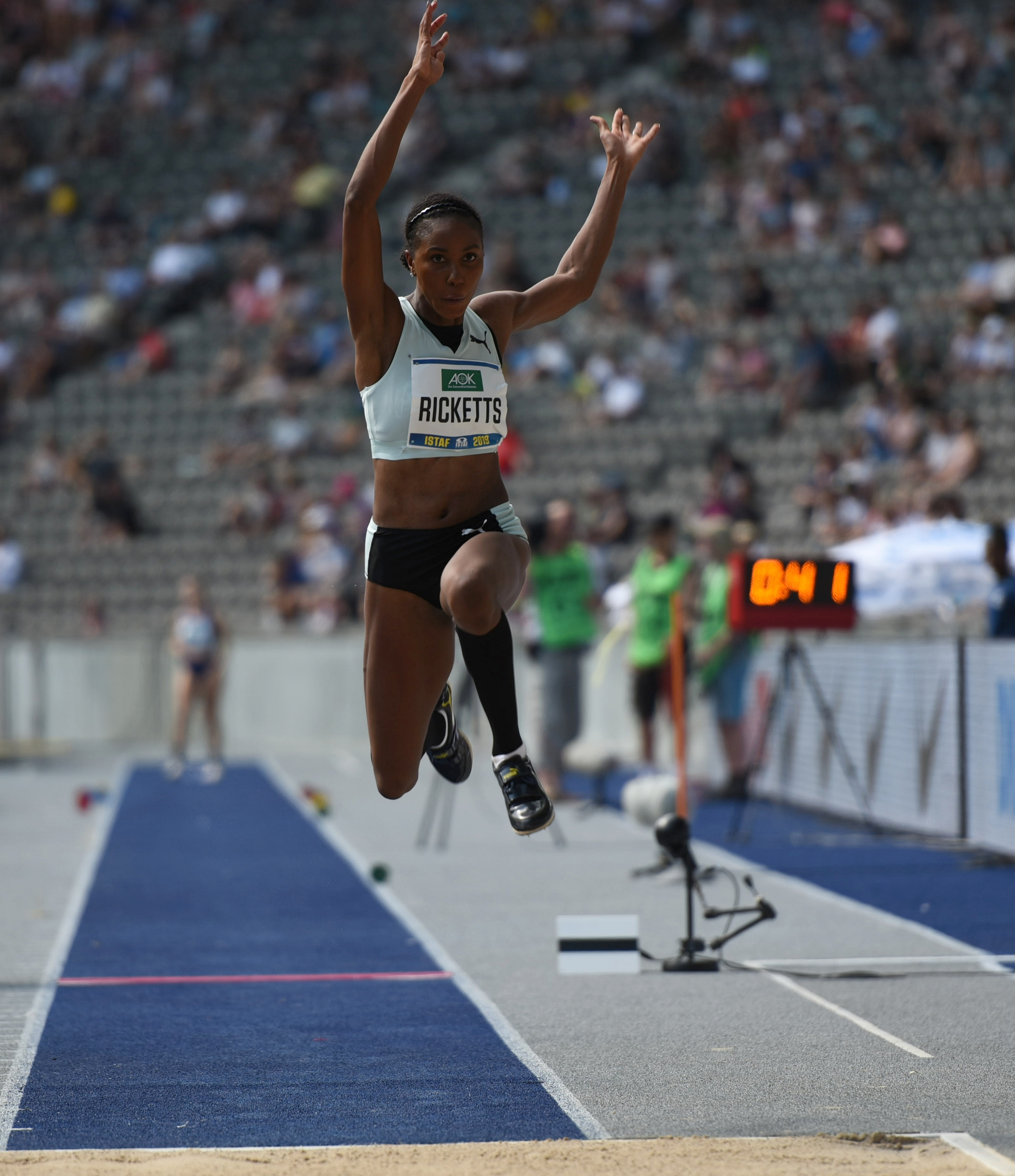
Ricketts beim ISTAF Berlin 2019

Im folgenden Jahr nahm sie zum zweiten Mal an Leichtathletik-Weltmeisterschaften teil. Bei den Weltmeisterschaften 2017 in London, nachdem sie sich mit einer Weite von 14,21 Metern direkt für das Finale qualifiziert hatte, konnte sie diese Weite im Finale nicht ganz erreichen und belegte mit 14,13 Metern den achten Platz. Am Ende der Hallensaison 2017/18 nahm sie an den Hallenweltmeisterschaften 2018 in Birmingham teil, wo sie im Dreisprung-Wettbewerb den zehnten Platz belegte. Zwischen dem 8. und 15. April 2018 nahm sie an den Commonwealth Games 2018 im australischen Gold Coast teil und gewann mit einer Weite von 14,52 Metern hinter ihrer Landsfrau Kimberly Williams und vor Thea LaFond die Bronzemedaille. Bei den Panamerikanische Spielen 2019 in Lima verbesserte sie mit 14,77 m zum zweiten Mal innerhalb dieses Jahres ihre persönliche Bestleistung und gewann damit die Silbermedaille hinter Yulimar Rojas aus Venezuela. Mit 14,41 wurde sie bei den Bislett Games Drite und auch beim Herculis gelangte sie mit 14,67 m auf Rang drei und siegte dann Ende August mit Bestleistung von 14,93 m bei Weltklasse Zürich. Anschließend gewann sie bei den Weltmeisterschaften in Doha mit 14,92 m die Silbermedaille hinter Rojas aus Venezuela. 2021 siegte sie mit 14,40 m beim British Grand Prix in Gateshead und wurde dann bei der Doha Diamond League mit neuer Bestleistung von 14,98 m Dritte. Anschließend siegte sie mit 14,75 m beim Herculis und wurde bei den Olympischen Spielen in Tokio mit 14,84 m im Finale Vierte. 2022 siegte sie Anfang April mit 14,15 m bei den USATF Bermuda Games sowie mit 14,82 m bei der Doha Diamond League. Beim Meeting International Mohammed VI d’Athlétisme de Rabat wurde sie mit 14,43 m Zweite und anschließend siegte sie mit 14,52 m bei den Kuortane Games. Im Juli sicherte sie sich bei den Weltmeisterschaften in Eugene mit 14,89 m im Finale die Silbermedaille hinter der Venezolanerin Rojas. Daraufhin siegte sie bei den Commonwealth Games in Birmingham mit 14,94 m und wurde beim Herculis mit 14,91 m Zweite, wie auch bei der Athletissima mit 14,64 m. Anfang September siegte sie mit 14,72 m beim 35. Meeting Città di Padova und gelangte dann bei Weltklasse Zürich mit 14,85 m auf Rang drei.
2023 wurde sie beim Meeting International Mohammed VI d’Athlétisme de Rabat mit 14,53 m Dritte und anschließend siegte sie mit 14,20 m bei den Paavo Nurmi Games sowie mit 14,52 m beim #True Athletes Classics. Im August belegte sie bei den Weltmeisterschaften in Budapest mit 14,93 m im Finale den vierten Platz. Im Jahr darauf wurde sie beim Prefontaine Classic mit 14,55 m Dritte und gelangte bei der Bauhaus-Galan mit 14,40 m auf Rang zwei. Sie siegte mit 14,17 m bei den Paavo Nurmi Games und gewann im August bei den Olympischen Sommerspielen in Paris mit 14,87 m im Finale die Silbermedaille hinter der Dominicanerin Thea LaFond. Daraufhin siegte sie mit 14,50 m beim Memoriał Kamili Skolimowskiej und wurde beim Memorial Van Damme mit 14,22 m Zweite.
In den Jahren 2018 und 2019 sowie von 2021 bis 2024 wurde Ricketts jamaikanische Meisterin im Dreisprung.

## Persönliche Bestleistungen
- Dreisprung: 14,98 m am 28. Mai 2021 in  Doha
- Weitsprung: 6,63 m am 28. Februar 2015 in  Kingston
- Hochsprung: 1,75 m am 13. Februar 2010 in  Kingston